# 維拉西爾卡山 (奧孔加特區)
13°35′00″S 71°13′02″W / 13.58333°S 71.21722°W
維拉西爾卡山（Vilacirca），是秘魯的山峰，位於該國東南部庫斯科大區，由基斯皮坎奇省的奧孔加特區負責管轄，屬於韋爾卡努塔山脈的一部分，海拔高度約4,800米。